# Rinascita Basket Rimini
O Rinascita Basket Rimini, conhecido também comoDole Basket Rimini por motivos de patrocinadores é um clube profissional situado na cidade de Rimini, Emilia-Romagna, Itália que atualmente disputa a Serie A2.

## História
O clube foi fundado em 1947 com o nome de Polisportiva Libertas. Nos anos 70, com a denominação Basket Rimini, o clube alcançou pela primeira vez a promoção para o segundo nível mais alto do campeonato italiano, a Serie A2. No final da temporada 1983/84, veio a primeira promoção para o campeonato italiano de elite, a Serie A1, categoria na qual o clube jogou por um total de oito temporadas até 2001, após diversas descidas e subidas. A melhor colocação foi o oitavo lugar na temporada 1985/86. O clube também conseguiu se classificar duas vezes para uma competição internacional, disputando a Copa Korać nas temporadas 1998/99 e 1999/2000.
Em 2001, o Basket Rimini não conseguiu evitar a descida para a recém-criada Legadue, que havia substituído a Série A2. Ao mesmo tempo, a palavra Crabs foi adicionada à denominação oficial. Depois de fazer parte dessa categoria por dez anos, em 2011 o clube não pôde se inscrever no campeonato devido à situação de dívida. Recomeçou da quarta divisão nacional, onde jogou por sete temporadas até que, ao final da temporada 2017/18, o proprietário Luciano Capicchioni decidiu concentrar-se exclusivamente na atividade das equipes juvenis.
Enquanto isso, em 2018, foi fundado um novo clube chamado Rinascita Basket Rimini (RBR). A equipe estreou na Série C e conquistou a promoção para a Série B na primeira tentativa. Em maio de 2020, o RBR adquiriu o título esportivo dos Crabs Rimini, incorporando, de fato, o clube histórico. A temporada 2021/22 terminou com a promoção para a Série A2.
Algumas equipes juvenis do clube venceram os campeonatos nacionais entre os anos 80 e 90. Entre os jogadores mais conhecidos que cresceram nas categorias de base do clube estão Carlton Myers e Alex Righetti, que começaram suas carreiras profissionais em Rimini.